# 楊氏魮
楊氏魮（学名：Barbus yongei）為輻鰭魚綱鯉形目鯉科魮屬的其中一個種。該物種於1960年由Peter James Palmer Whitehead描述，分布於非洲肯亞尼安薩省，體長可達5.6公分。

## 扩展阅读
維基物種上的相關：楊氏魮